# Kozáry István
Kozáry István (Inke, Somogy vármegye, 1926. november 11. – Budapest, 2014. március 13.) Eötvös Loránd-díjas magyar mérnök. 1962 és 1964 között Budapest közúti igazgatója, 1964 és 1970 között országos közúti főigazgató, illetve a Közlekedés- és Postaügyi Minisztérium Közúti Főosztály vezetője. 1970-1989 decembere között az Út-Vasúttervező Vállalat (UVATERV) műszaki igazgatója.

## Életpályája
1949-ig nyomdász volt. 1954-ben végezte el a Budapesti Műszaki Egyetemet és általános mérnök diplomát szerzett. Majd 1963-ban elvégezte a Budapesti Műszaki Egyetem Gazdasági Mérnöki Szakát, ahol gazdasági mérnök diplomát szerzett. 1964-ben műszaki doktor lett a Budapesti Műszaki Egyetemen. Műszaki doktori disszertációja címe: „A helyi és távolsági gépjárműforgalom nagy hatékonyságú közúti forgalomtechnikai összehangoltsága, különös tekintettel a mezőgazdasági területek közúti közlekedésének a fejlesztésére”.
1954. július 1-től 1957. február 28-ig a volt Város- és Községgazdálkodási Minisztériumban dolgozott mérnöki beosztásban. 1957. március 1-vel került a Közlekedés- és Postaügyi Minisztériumba, ahol többféle munkakört töltött be.1962. április 1-től a Budapesti Közúti Igazgatóságon dolgozott igazgatói munkakörben. 1964. január 1-től országos közúti főigazgató. 1967 és 1970. március 31.között a KPM-ben a közúti főosztály vezetője volt. 1970. április 1-től 1989. december 16-ig (nyugdíjba vonulásáig) az UVATERV műszaki igazgatója. 1990. december 30-tól 2002. december 31-ig a HÉTPONT Kft. ügyvezető igazgatója, azt követően műszaki igazgatója volt haláláig. A Farkasréti temetőben nyugszik.

## Munkássága
1970-ig alapvetően az országos és tanácsi (önkormányzati) közúthálózat fejlesztésével, fenntartásával és üzemeltetésével kapcsolatosan a mindenkori beosztásával járó feladatokat látta el. Arra az időszakra esett a korszerű útfenntartó szervezetek és módszerek kialakítása, a hazai gyorsforgalmi (autópálya) hálózat kialakításával, építésével, üzemeltetésével kapcsolatos sokrétű feladat ellátásának elméleti és gyakorlati megalapozása.
- Az Út- Vasúttervező Vállalat (UVATERV) a közlekedés valamennyi ágazatára (út, vasút, alagút, légi- és vízi közlekedés, posta- és hírközlés, stb.) kiterjedő kutató, fejlesztő, tervező, ellenőrző munkát végzett itthon és külföldön egyaránt. Ezen szakterületeken 1990. előtt gyakorlatilag csaknem kizárólagos tervező szervezet volt.
- A HÉTPONT Fejlesztő, Szolgáltató és Kereskedelmi Kft-ben nem csak irányítói, hanem konkrét szakmai értelemben is részt vett azon sokrétű – a közlekedési ágazatok többségét érintő – informatikai, térinformatikai, rendszertervezői, szoftverfejlesztési, hardver telepítési, EU-csatlakozás előkészítői munkákban, amelyekben a Kft. eredményesen működött.
- Hivatali, szakmai munkái mellett több találmány, szabadalom társszerzője volt, és rendszeresen részt vett tudományos munkákban is (OMFB tanulmányok, oktatás, publikációs tevékenység, szaklapok szerkesztésében, a Közlekedéstudományi Egyesület munkájában való közreműködés).
- A Magyar Tudományos Akadémia Műszaki Tudományok Osztálya szervezésében 1968. november 20-22. között rendezett „A közlekedés fejlesztés új irányainak tudományos alapjai” tárgyú sinpozion felkért korreferense volt dr. Nemesdy Ervin, a műszaki tudományok doktora: „A közúti közlekedés fejlesztésének tudományos jellegű alapkérdései” című előadásának.
- Előadásokat tartott több Nemzetközi Útügyi Világkongresszuson: London 1966, Tokió 1967, Budapest 1969, Prága 1971, München 1973, Abidjan (Elefántcsontpart) 1976, Nairobi (Kenya) 1980. Előadásokat tartott metró témakörben Spanyolországban (Madrid, Barcelona, Bilbao), Peruban, Líbiában és Lengyelországban.
- A Közlekedéstudományi Egyesület (KTE) több szaklapjának volt sok éven át szerkesztőbizottsági tagja. E szaklapokban és a „Budapest, a Főváros folyóirata” című szaklapban rendszeresen publikált. Az UVATERV „Műszaki Közlemények” Szerkesztő Bizottságának 17 éven át volt az elnöke. Ebben a színesnyomású, a szakma által is elismert, havonta megjelenő szakfolyóiratban is rendszeresen figyelemmel kísérte a legújabb kutatási eredményeket.
- Évtizedeken át tagja volt a Budapesti Műszaki Egyetem Útépítési Tanszék, a Közlekedési és Távközlési Műszaki Főiskola államvizsga bizottságainak. Lektora volt egyetemi és főiskolai jegyzeteknek és szigorló gazdasági mérnökök diplomatervének bírálatát végezte rendszeresen.
- Közéleti munkái között legfontosabbnak tartotta a Közlekedéstudományi Egyesületben betöltött, választott tisztségekkel járó feladatait. Több cikluson át elnökségi tag volt, majd a tagozati és szakosztályi munkában vett részt. Végül Senior Bizottsági tag volt.

## Szabadalmai
Társszerzője az Országos Találmányi Hivatal által 176.625 lajstromszámon 1977. 08. 17-én szabadalmazott „Közúti védőkorlát-szerkezet” tárgyú szolgálati szabadalomnak, valamint a 186.263 lajstromszámon 1983. 03. 16-án szabadalmazott „Áthidaló szerkezet előregyártott vasbeton elemekből” tárgyú szolgálati szabadalomnak.

## Családja
1955-ben feleségül vette Dudás Erzsébetet, aki később mérlegképes könyvelő lett. Lányuk Kozári Monika történész.[forrás?]

## Jelentősebb kitüntetései
- Közlekedés kiváló dolgozója (1959, 1961, 1969)
- Építőipar kiváló dolgozója (1974)
- Munkaérdemrend Ezüst fokozat (1969)
- Finn Fehérrózsa Lovagrend I. fokozat (1969 )
- Munkaérdemrend Arany fokozat (1979)
- Kiváló Feltaláló Bronz fokozat (1986)
- Kiváló Feltaláló Arany fokozat (1988)
- Eötvös Loránd Díj (1986)
- A Magyar Köztársaság Csillagrendje (1989)
- Közlekedéstudományi Egyesület: - Jáky József Emlékérem (1976)
- Széchenyi István Emlékplakett (1982)
- KTE Örökös Tag (2000)